# Heinrich von Helfenberg
Heinrich von Helfenberg († 5. Februar 1326) war als Heinrich III. Bischof von Gurk.
Heinrich von Helfenberg entstammte einem steirischen Rittergeschlecht, das die Herrschaft Helfenberg und Peilenstein innehatte. Er wurde Domherr von Salzburg, Kanzler von Erzbischof Rudolf von Hoheneck und war auch mit dessen Nachfolger Konrad IV. von Fohnsdorf freundschaftlich verbunden. Er gehörte zu jener Gesandtschaft, die 1290 zum Papst nach Orvieto reiste, um die Nachfolge im Erzbistum vorzuschlagen.
Als der bisherige Lavanter Bischof Konrad zum Erzbischof erhoben wurde, bestimmte Papst Martin IV. am 26. Februar 1291 Heinrich von Helfenberg zu dessen Nachfolger im Bistum Lavant. Die Bischofsweihe erhielt er von Kardinalbischof Latinis von Ostia.
Als Vertrauter Erzbischof Konrads war Heinrich von Helfenberg schon als Bischof von Lavant in dessen Politik hineingezogen worden, was ihm dessen Gegner, die Herzöge von Österreich und Kärnten, nicht vergessen sollten. Am 24. September kam es in Wien zum Friedensschluss, an dem Heinrich maßgeblich beteiligt war. 
1298 wurde nach dem Tod des Gurker Bischofs Heinrich von Helfenberg von Erzbischof Konrad und dem Gurker Domkapitel zum neuen Bischof postuliert. Am 13. April 1299 wurde diese Postulation von Papst Bonifaz VIII. bestätigt. Im Jahr 1301 kam es zu einem Streit zwischen den Herren von Metnitz und dem Gurker Bischof, der in blutige Gewalttaten ausartete. Der Kärntner Herzog, der zwar Schutzvogt der Gurker Kirche war, unternahm aufgrund seiner Abneigung gegen den Bischof nichts gegen die Ruhestörer. 
Seit dem 1297 zwischen Salzburg und Österreich geschlossenen Frieden war Heinrich ein treuer Freund der Habsburger. Als es zwischen Herzog Albrecht von Österreich und Herzog Heinrich von Kärnten wegen der Thronfolge in Böhmen zum Bruch kam, stand Bischof Helfenberg auf der Seite Österreichs. Erst als Herzog Heinrich von Kärnten 1311 dem neuen Böhmenkönig Johann von Luxemburg weichen musste, kam es auf Betreiben der Witwe Albrechts zur Aussöhnung zwischen Österreich und Kärnten, und 1313 wurde Bischof Heinrich in den herzoglichen Rat aufgenommen. Im Jahr 1312 wurde er als Abgesandter von Herzog Friedrich von Österreich zum römischen König Heinrich VII. entsandt, 1314 war er Zeuge der Heirat Herzogs Friedrichs mit Isabella von Aragón. Eine große Rolle spielte er auch bei der zwiespältigen Königswahl im Jahr 1314, als er einen feierlichen Protest gegen die Teilnahme von Exkommunizierten, Geächteten und Unberechtigten verlas.
Seine Teilnahme an Fehden und Kriegen brachte den Bischof und sein Bistum immer wieder in Geldverlegenheiten. Er war gezwungen, immer wieder Güter zu verpfänden. Zu seiner Regierungszeit war Gurk am wirtschaftlichen Abgrund. Am 5. Februar 1326 verstarb Bischof Heinrich und wurde im Gurker Dom an der nördlichen Westwand beigesetzt.